# Heinrich Brockes II.

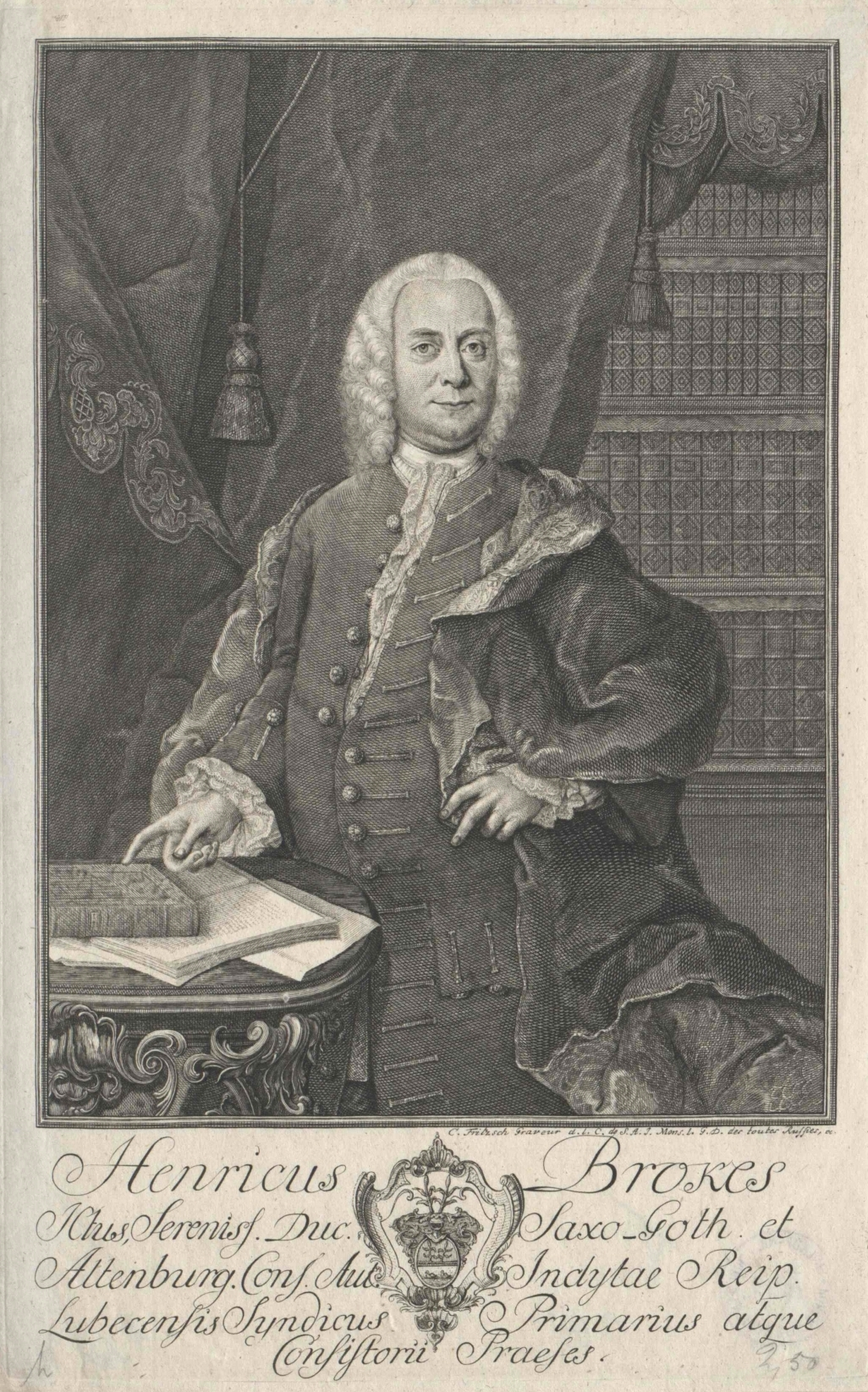
Heinrich Brokes, Stich von Christian Fritzsch (vor 1768)

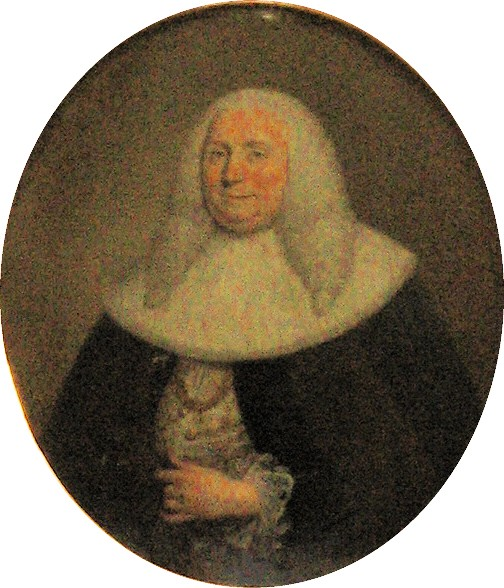
Heinrich Brockes II., Epitaph-Porträt

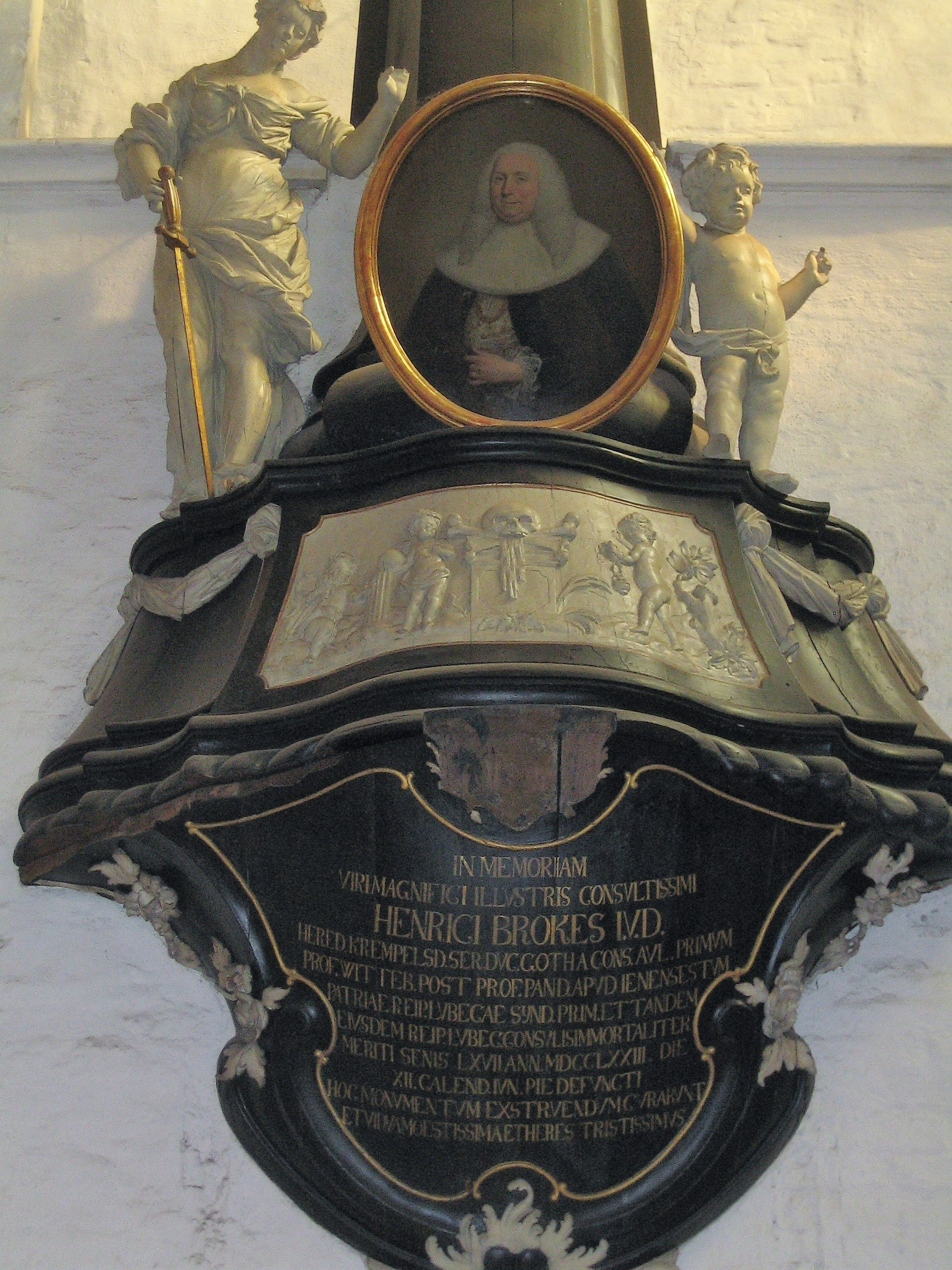
Grabdenkmal in der Lübecker Marienkirche

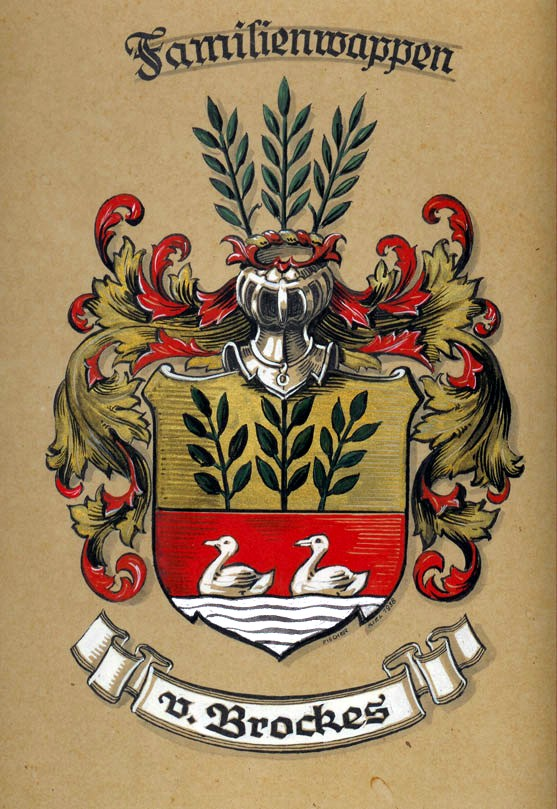
Familienwappen

Heinrich Brockes II. (auch: Hinrich Brokes; * 15. August 1706 in Lübeck; † 21. Mai 1773 ebenda) war ein deutscher Jurist und Bürgermeister der Hansestadt Lübeck.

## Leben
Brockes war Nachkomme des Lübecker Bürgermeisters Heinrich Brockes I. und Sohn des Rechtsanwalts Johan Brokes, Erbgutbesitzer in Krempelsdorf, unmittelbar westlich vor den Toren der Stadt. Von 1717 bis 1725 besuchte Brockes das Katharineum seiner Heimatstadt Lübeck. 1725 immatrikulierte er sich an der Universität Wittenberg und nahm ein Studium der Philosophie und Rechtswissenschaften auf. Er wechselte später zunächst an die Universität in Halle, um unter Christian Thomasius seine Studien fortzusetzen, und ging danach nach Leipzig. 1730 nach Wittenberg zurückgekehrt, erwarb er die juristische Doktorwürde. Zehn Jahre darauf wurde er am selbigen Ort außerordentlicher Professor der Rechte und außerordentlicher Beisitzer an der Juristenfakultät.
1743 nahm er das Angebot einer ordentlichen Professur an der Universität Jena wahr und avancierte zum Beisitzer im Schöppenstuhl. Infolgedessen wurde er 1744 Beisitzer des Hofgerichts, 1747 Professor der Pandekten (und damit Beisitzer der Juristenfakultät) und wurde 1748 zum herzoglich sachsen-gothaischen und Altenburger Hofrat berufen. Brockes beteiligte sich auch an den organisatorischen Aufgaben der Salana und war im Sommersemester 1751 Rektor der Alma Mater. 1753 kehrte er in seine Geburtsstadt Lübeck zurück und wurde dort erster Syndikus, Konsistorialpräsident und 1768 dritter Bürgermeister der Hansestadt.
Er war verheiratet mit der Tochter des Wittenberger Professors Jakob Karl Spener.
An die Familie Brockes erinnert heute die Brockesstraße im Lübecker Stadtteil St. Lorenz.

## Werke
Neben akademischen Dissertationen und Programmen schrieb Brockes mehrere lateinische Kompendien über Institutionen, Römische Rechtsgeschichte, Pandekten, Lehnrecht und Vortragskunst. Er gab Christoph Franks Institutiones juris cambialis neu heraus und schrieb 1765 Selectae observationes forenses. Darin behandelt er in Abschriften das alte Lübecker Recht und das Wisbyer Seehandelsrecht.
Im Lübecker Stadtarchiv hat sich ein Manuskript Brockes unter dem Titel Collectio Inscriptorum Lubecensium erhalten, in dem er alle zu seiner Zeit erhaltenen Inschriften an Lübecker Bauten verzeichnete. Da es auch heute verlorene Inschriften enthält, ist das Verzeichnis zu einer wichtigen Quelle der Stadtgeschichte geworden.

## Inschrift des Grabdenkmals
Sein Epitaph befindet sich an der Ostwand der südlichen Vorhalle der Lübecker Marienkirche und zeigt folgende lateinische Inschrift:
IN MEMORIAM VIRI MAGNIFICI ILLUSTRIS CONSULTISSIMI
HENRICI BROKES I(URIS) U(TRIUSQUE) D(OCTOR)
HERED(IS) KREMPELSD(ORF) SER(ENISSIMI) DUC(IS) GOTHA CONS(ULARIS) AUL(AE) PRIMUM PROF. WITTE(N)B(ERG) POST PROF. PAND(ECTARUM) APUD IENENSESTUM PATRIAE REIP(UPLICAE) LUBECAE SYND(ICUS) PRIM(US) ET TANDEM EIUSDEM REIP(UBLICAE) LUBEC(AE) CONSULIS IMMORTALITER MERITI SENIS LXVII ANN(IS) MDCCLXXIII DIE XII CALEND(AE) IUN(II) PIE(TATE) DEFUNCTI
HOC MONUMENTUM EXSTRUENDUM CURARUNT ET VIDUA MOESTISSIMA ET HERES TRISTISSIMUS
Übersetzung:
In Gedenken an den großartigen, angesehenen und überlegtesten Mann
Heinrich Brokes, Doktor beider Rechte (weltlich und kirchlich)
Erbherr auf Krempelsdorf; Hofrat des Herzogs von Gotha; zuvor Professor in Wittenberg, später Professor der Pandekten in Jena; erster Syndikus der Stadt Lübeck und schließlich Bürgermeister ebendieser Stadt Lübeck. Nach unsterblichem Verdienst im Alter von 67 am 21. Mai 1773 in Frömmigkeit verstorben.
Dieses Denkmal ließen sowohl die höchst trauernde Witwe als auch der äußerst betrübte Erbe errichten.